# Альфредо-Бонфиль
Альфредо-Бонфиль (исп. Alfredo V. Bonfil) — посёлок в Мексике, штат Кинтана-Роо, входит в состав муниципалитета Бенито-Хуарес. Численность населения, по данным переписи 2020 года, составила 19 789 человек.

## Общие сведения
Название Alfredo V. Bonfil дано в честь мексиканского политика, боровшегося за права крестьян — Альфредо Владимира Бонфиля.
Посёлок был основан, как крестьянская община, обеспечивающая Канкун сельхозпродукцией. В настоящее время он практически слился с Канкуном, образуя агломерацию. Население занято в сфере обслуживания в курортном Канкуне, и лишь небольшая часть в сельском хозяйстве.

## Население
| Год  | Численность | Численность |
| ---- | ----------- | ----------- |
| 2000 | 8148        | [ 5 ]       |
| 2005 | 13 822      | [ 6 ]       |
| 2010 | 14 900      | [ 7 ]       |
| 2020 | 19 789      | [ 8 ]       |